# West-Indië

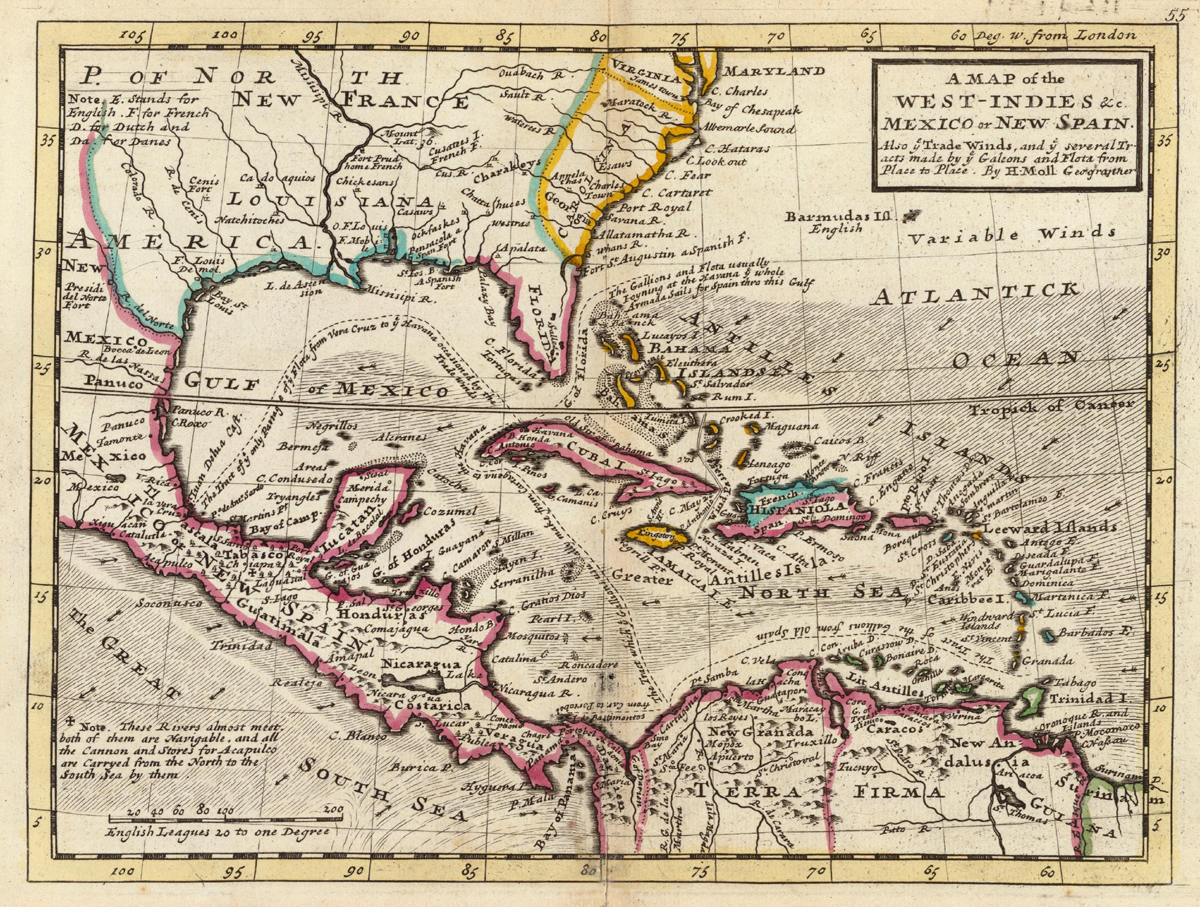
A Map of the West-Indies (1736)
Herman Moll

Onder West-Indië kan men verschillende gebieden verstaan. Meestal gaat het over de eilanden in de Caraïben; soms ook in combinatie met delen van Midden- en Zuid-Amerika.

## Nederlands-West-Indië
De combinatie van het Nederlandse rijksdeel Suriname en Curaçao en Onderhorigheden werd vaak omschreven als "De West" of Nederlands West-Indië. De West-Indische Compagnie (WIC), rekende ook Nederlandse koloniën in West-Afrika tot West-Indië.

## Brits-West-Indië
Tot Brits-West-Indië werd naast de Britse eilanden in Caraïben ook gerekend:
- Brits-Honduras (thans Belize)
- Brits-Guiana (thans Guyana)
- Miskitokust (thans deel van Nicaragua)